# Statistiche e record di Arantxa Sánchez Vicario
In questa pagina sono riportate le statistiche e i record realizzati da Arantxa Sánchez Vicario durante la sua carriera tennistica.

## Statistiche

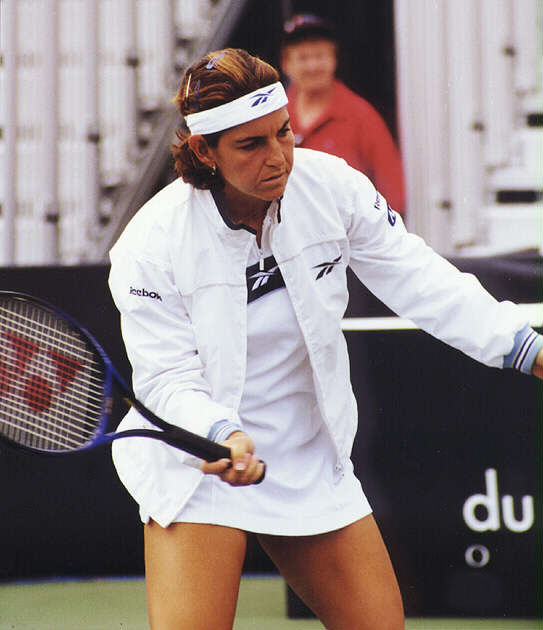
Arantxa Sánchez Vicario

### Singolare

#### Vittorie (29)
| Legenda               |
| Grande Slam (4)       |
| WTA Championships (0) |
| Tier I (6)            |
| Tier II (12)          |
| Tier III (3)          |
| Tier IV-V (4)         |

##### Grande Slam (4)
| Anno | Torneo              | Avversario in finale | Punteggio        |
| 1989 | Open di Francia     | Steffi Graf          | 7–6(6), 3–6, 7–5 |
| 1994 | Open di Francia (2) | Mary Pierce          | 6–4, 6–4         |
| 1994 | US Open             | Steffi Graf          | 1–6, 7–6(3), 6–4 |
| 1998 | Open di Francia (3) | Monica Seles         | 7–6(5), 0–6, 6–2 |

##### Giochi Olimpici: 2 medaglie (1 medaglia d'argento, 1 medaglia di bronzo)
| Medaglia | Anno | Località   | Superficie  | Avversaria        | Punteggio     |
| -------- | ---- | ---------- | ----------- | ----------------- | ------------- |
| Bronzo   | 1992 | Barcellona | Terra rossa | titolo condiviso  | non disputata |
| Argento  | 1996 | Atlanta    | Cemento     | Lindsay Davenport | 7–6(8), 6–2   |

Arantxa Sánchez Vicario perse in semifinale contro Jennifer Capriati per 6–3, 3–6, 6–1. Nel 1992 non si è giocato lo spareggio per la medaglia di bronzo così entrambe le semifinaliste perdenti la ricevettero.

##### Tutti i titoli
| No. | Data              | Torneo                                                         | Superficie       | Avversario in finale | Punteggio           |
| 1.  | 11 luglio 1988    | Belgian Open, Bruxelles                                        | Terra rossa      | Raffaella Reggi      | 6–0, 7–5            |
| 2.  | 25 aprile 1989    | International Championships of Spain, Barcellona (1)           | Terra rossa      | Helen Kelesi         | 6–2, 5–7, 6–1       |
| 3.  | 11 giugno 1989    | Open di Francia, Parigi (1)                                    | Terra rossa      | Steffi Graf          | 7–6(6), 3–6, 7–5    |
| 4.  | 29 aprile 1990    | International Championships of Spain, Barcellona (2)           | Terra rossa      | Isabel Cueto         | 6–4, 6–2            |
| 5.  | 22 luglio 1990    | Virginia Slims of Newport, Newport                             | Erba             | Jo Durie             | 7–6(2), 4–6, 7–5    |
| 6.  | 25 agosto 1991    | Virginia Slims of Washington, Washington                       | Cemento          | Katerina Maleeva     | 6–2, 7–5            |
| 7.  | 22 marzo 1992     | Lipton International Players Championships, Key Biscayne (1)   | Cemento          | Gabriela Sabatini    | 6–1, 6–4            |
| 8.  | 23 agosto 1992    | Rogers Cup, Montréal (1)                                       | Cemento          | Monica Seles         | 6–3, 4–6, 6–4       |
| 9.  | 21 marzo 1993     | The Lipton Championships, Key Biscayne (2)                     | Cemento          | Steffi Graf          | 6–4, 3–6, 6–3       |
| 10. | 11 aprile 1993    | Bausch & Lomb Championships, Amelia Island (1)                 | Terra verde      | Gabriela Sabatini    | 6–2, 5–7, 6–2       |
| 11. | 25 aprile 1993    | International Championships of Spain, Barcellona (3)           | Terra rossa      | Conchita Martínez    | 6–1, 6–4            |
| 12. | 2 maggio 1993     | Citizen Cup, Amburgo (1)                                       | Terra rossa      | Steffi Graf          | 6–3, 6–3            |
| 13. | 10 aprile 1994    | Bausch & Lomb Championships, Amelia Island (2)                 | Terra verde      | Gabriela Sabatini    | 6–1, 6–4            |
| 14. | 24 aprile 1994    | International Championships of Spain, Barcellona (4)           | Terra rossa      | Iva Majoli           | 6–0, 6–2            |
| 15. | 1º maggio 1994    | Citizen Cup, Amburgo (2)                                       | Terra rossa      | Steffi Graf          | 4–6, 7–6(3), 7–6(6) |
| 16. | 5 giugno 1994     | Open di Francia, Parigi (2)                                    | Terra rossa      | Mary Pierce          | 6–4, 6–4            |
| 17. | 21 agosto 1994    | Rogers Cup, Montréal (2)                                       | Cemento          | Steffi Graf          | 7–5, 1–6, 7–6(4)    |
| 18. | 11 settembre 1994 | US Open, New York                                              | Cemento          | Steffi Graf          | 1–6, 7–6(3), 6–4    |
| 19. | 25 settembre 1994 | Nichirei International Championships, Tokyo                    | Cemento indoor   | Amy Frazier          | 6–1, 6–2            |
| 20. | 6 novembre 1994   | Bank of the West Classic, Oakland                              | Sintetico indoor | Martina Navrátilová  | 1–6, 7–6(5), 7–6(5) |
| 21. | 30 aprile 1995    | Open Ford International Championships of Spain, Barcellona (5) | Terra rossa      | Iva Majoli           | 5–7, 6–0, 6–2       |
| 22. | 21 maggio 1995    | German Open, Berlino                                           | Terra rossa      | Magdalena Maleeva    | 6–4, 6–1            |
| 23. | 7 aprile 1996     | Family Circle Magazine Cup, Hilton Head                        | Terra verde      | Barbara Paulus       | 6–2, 2–6, 6–2       |
| 24. | 5 maggio 1996     | Rexona Cup, Amburgo (3)                                        | Terra rossa      | Conchita Martínez    | 4–6, 7–6(4), 6–0    |
| 25. | 18 gennaio 1998   | Medibank International, Sydney                                 | Cemento          | Venus Williams       | 6–1, 6–3            |
| 26. | 7 giugno 1998     | Open di Francia, Parigi (3)                                    | Terra rossa      | Monica Seles         | 7–6(5), 0–6, 6–2    |
| 27. | 25 aprile 1999    | Dreamland Egypt Classic, Cairo                                 | Terra rossa      | Irina Spîrlea        | 6–1, 6–0            |
| 28. | 8 aprile 2001     | Porto Open, Porto                                              | Terra rossa      | Magüi Serna          | 6–3, 6–1            |
| 29. | 26 maggio 2001    | Madrid Open, Madrid                                            | Terra rossa      | Ángeles Montolio     | 7–5, 6–0            |

#### Sconfitte (47)

##### Grande Slam (8)
| Anno | Torneo              | Avversario in finale | Punteggio         |
| 1991 | Open di Francia     | Monica Seles         | 6–3, 6–4          |
| 1992 | US Open             | Monica Seles         | 6–3, 6–3          |
| 1994 | Australian Open     | Steffi Graf          | 6–0, 6–2          |
| 1995 | Australian Open (2) | Mary Pierce          | 6–3, 6–2          |
| 1995 | Open di Francia (2) | Steffi Graf          | 7–5, 4–6, 6–0     |
| 1995 | Wimbledon           | Steffi Graf          | 4–6, 6–1, 7–5     |
| 1996 | Open di Francia (3) | Steffi Graf          | 6–3, 6(4)–7, 10–8 |
| 1996 | Wimbledon (2)       | Steffi Graf          | 6–3, 7–5          |

##### Altre finali perse (39)
| N.  | Settimana         | Torneo                                                   | Superficie       | Avversaria in finale | Punteggio          |
| --- | ----------------- | -------------------------------------------------------- | ---------------- | -------------------- | ------------------ |
| 1.  | 1º dicembre 1986  | WTA Argentine Open, Buenos Aires                         | Terra rossa      | Gabriela Sabatini    | 6–1, 6–1           |
| 2.  | 28 marzo 1988     | Eckerd Tennis Open, Tampa                                | Terra rossa      | Chris Evert          | 7–6, 6–4           |
| 3.  | 8 maggio 1989     | Internazionali d'Italia, Roma                            | Terra rossa      | Gabriela Sabatini    | 6–2, 5–7, 6–4      |
| 4.  | 21 agosto 1989    | Canada Open, Toronto                                     | Cemento          | Martina Navrátilová  | 6–2, 6–2           |
| 5.  | 29 gennaio 1990   | Toray Pan Pacific Open, Tokyo                            | Sintetico indoor | Steffi Graf          | 6–1, 6–2           |
| 6.  | 26 marzo 1990     | Virginia Slims of Houston, Houston                       | Terra rossa      | Katerina Maleeva     | 6–1, 1–6, 6–4      |
| 7.  | 9 aprile 1990     | Bausch & Lomb Championships, Amelia Island               | Terra verde      | Steffi Graf          | 6–1, 6–0           |
| 8.  | 30 aprile 1990    | Citizen Cup, Amburgo                                     | Terra rossa      | Steffi Graf          | 5–7, 6–0, 6–1      |
| 9.  | 24 settembre 1990 | Sparkassen Cup, Lipsia                                   | Sintetico indoor | Steffi Graf          | 6–1, 6–1           |
| 10. | 7 gennaio 1991    | New South Wales Open, Sydney                             | Cemento          | Jana Novotná         | 6–4, 6–2           |
| 11. | 13 maggio 1991    | German Open, Berlino                                     | Terra rossa      | Steffi Graf          | 6–4, 6–3           |
| 12. | 17 giugno 1991    | International Women's Open, Eastbourne                   | Erba             | Martina Navrátilová  | 6–4, 6–4           |
| 13. | 6 gennaio 1992    | New South Wales Open, Sydney                             | Cemento          | Gabriela Sabatini    | 6–1, 6–1           |
| 14. | 20 aprile 1992    | Barcelona Ladies Open, Barcellona                        | Terra rossa      | Monica Seles         | 3–6, 6–2, 6–3      |
| 15. | 11 maggio 1992    | German Open, Berlino                                     | Terra rossa      | Steffi Graf          | 4–6, 7–5, 6–2      |
| 16. | 9 novembre 1992   | Advanta Championships of Philadelphia, Filadelfia        | Sintetico indoor | Steffi Graf          | 6–3, 3–6, 6–1      |
| 17. | 1º marzo 1993     | Virginia Slims of Florida, Delray Beach                  | Cemento          | Steffi Graf          | 6–4, 6–3           |
| 18. | 29 marzo 1993     | Family Circle Cup, Hilton Head                           | Terra verde      | Steffi Graf          | 7–6, 6–1           |
| 19. | 1º agosto 1993    | San Diego Open, San Diego                                | Cemento          | Steffi Graf          | 6–4, 4–6, 6–1      |
| 20. | 9 agosto 1993     | East West Bank Classic, Manhattan Beach                  | Cemento          | Martina Navrátilová  | 7–5, 7–6(4)        |
| 21. | 15 novembre 1993  | WTA Tour Championships, New York                         | Sintetico indoor | Steffi Graf          | 6–1, 6–4, 3–6, 6–1 |
| 22. | 28 febbraio 1994  | Delray Beach Winter Championships, Delray Beach          | Cemento          | Steffi Graf          | 6–3, 7–5           |
| 23. | 26 luglio 1994    | U.S. Women's Hard Court Championships, Stratton Mountain | Cemento          | Conchita Martínez    | 4–6, 6–3, 6–4      |
| 24. | 1º agosto 1994    | San Diego Open, San Diego                                | Cemento          | Steffi Graf          | 6–2, 6–1           |
| 25. | 8 maggio 1995     | Internazionali d'Italia, Roma                            | Terra rossa      | Conchita Martínez    | 6–3, 6–1           |
| 26. | 19 settembre 1995 | Nichirei International Open, Tokyo                       | Cemento          | Mary Pierce          | 6–3, 6–3           |
| 27. | 29 gennaio 1996   | Toray Pan Pacific Open, Tokyo                            | Sintetico indoor | Iva Majoli           | 6–4, 6–1           |
| 28. | 5 agosto 1996     | Canada Open, Montreal                                    | Cemento          | Monica Seles         | 6–1, 7–6           |
| 29. | 19 agosto 1996    | San Diego Open, San Diego                                | Cemento          | Kimiko Date          | 3–6, 6–3, 6–0      |
| 30. | 16 settembre 1996 | Nichirei International Championships, Tokyo              | Cemento          | Monica Seles         | 6–1, 6–4           |
| 31. | 16 giugno 1997    | International Women's Open, Eastbourne                   | Erba             | Jana Novotná         | titolo condiviso   |
| 32. | 15 settembre 1997 | Toyota Princess Cup, Tokyo                               | Cemento          | Monica Seles         | 6–1, 3–6, 7–6(5)   |
| 33. | 15 giugno 1998    | International Women's Open, Eastbourne                   | Erba             | Jana Novotná         | 6–1, 7–5           |
| 34. | 17 agosto 1998    | Canada Open, Montreal                                    | Cemento          | Monica Seles         | 6–3, 6–2           |
| 35. | 21 settembre 1998 | Toyota Princess Cup, Tokyo                               | Cemento          | Monica Seles         | 4–6, 6–3, 6–4      |
| 36. | 17 aprile 2000    | Family Circle Cup, Hilton Head                           | Terra verde      | Mary Pierce          | 6–1, 6–0           |
| 37. | 1º maggio 2000    | Betty Barclay Cup, Amburgo                               | Terra rossa      | Martina Hingis       | 6–3, 6–3           |
| 38. | 17 settembre 2001 | Toyota Princess Cup, Tokyo                               | Cemento          | Jelena Dokić         | 6–4, 6–2           |
| 39. | 8 luglio 2002     | Belgian Open, Bruxelles                                  | Terra rossa      | Myriam Casanova      | 4–6, 6–2, 6–1      |

### Doppio

#### Vittorie (69)

##### Grande Slam (6)
| Anno | Torneo          | Compagna      | Avversario in finale                 | Punteggio        |
| 1992 | Australian Open | Helena Suková | Mary Joe Fernández Zina Garrison     | 6–4, 7–6(3)      |
| 1993 | US Open         | Helena Suková | Amanda Coetzer Inés Gorrochategui    | 6–4, 6–2         |
| 1994 | US Open         | Jana Novotná  | Katerina Maleeva Robin White         | 6–3, 6–3         |
| 1995 | Australian Open | Jana Novotná  | Gigi Fernández Nataša Zvereva        | 6–3, 6(3)–7, 6–4 |
| 1995 | Wimbledon       | Jana Novotná  | Gigi Fernández Nataša Zvereva        | 5–7, 7–5, 6–4    |
| 1996 | Australian Open | Chanda Rubin  | Mary Joe Fernández Lindsay Davenport | 7–5, 2–6, 6–4    |

##### Giochi Olimpici: 2 medaglie (1 medaglia d'argento, 1 medaglia di bronzo)
| Medaglia | Anno | Località   | Superficie  | Compagna          | Avversarie                        | Punteggio     |
| -------- | ---- | ---------- | ----------- | ----------------- | --------------------------------- | ------------- |
| Argento  | 1992 | Barcellona | Terra rossa | Conchita Martínez | Gigi Fernández Mary Joe Fernández | 5–7, 6–2, 2–6 |
| Bronzo   | 1996 | Atlanta    | Cemento     | Conchita Martínez | Manon Bollegraf Brenda Schultz    | 6–3, 6–1      |

##### Tutti i titoli
| Nº  | Data              | Torneo                                       | Superficie  | Compagna                | Avversari in finale                         | Risultato           |
| --- | ----------------- | -------------------------------------------- | ----------- | ----------------------- | ------------------------------------------- | ------------------- |
| 1.  | 21 settembre 1986 | Athens Trophy, Atene                         | Terra rossa | Isabel Cueto            | Silke Meier Wiltrud Probst                  | 4–6, 6–2, 6–4       |
| 2.  | 8 aprile 1990     | Family Circle Cup, Hilton Head               | Terra verde | Martina Navrátilová     | Mercedes Paz Nataša Zvereva                 | 6–2, 6–1            |
| 3.  | 15 aprile 1990    | Bausch & Lomb Championships, Amelia Island   | Terra verde | Mercedes Paz            | Regina Rajchrtová Andrea Temesvári          | 7–6(5), 6–4         |
| 4.  | 22 aprile 1990    | Eckerd Tennis Open, Tampa                    | Terra rossa | Mercedes Paz            | Sandra Cecchini Laura Arraya                | 6–2, 6–0            |
| 5.  | 29 aprile 1990    | Barcelona Ladies Open, Barcellona            | Terra rossa | Mercedes Paz            | Sabrina Goleš Patricia Tarabini             | 6(7)–7, 6–2, 6–1    |
| 6.  | 13 gennaio 1991   | New South Wales Open, Sydney                 | Cemento     | Helena Suková           | Gigi Fernández Jana Novotná                 | 6–1, 6–4            |
| 7.  | 14 aprile 1991    | Bausch & Lomb Championships, Amelia Island   | Terra verde | Helena Suková           | Mercedes Paz Nataša Zvereva                 | 4–6, 6–2, 6–2       |
| 8.  | 29 aprile 1991    | Barcelona Ladies Open, Barcellona            | Terra rossa | Martina Navrátilová     | Nathalie Tauziat Judith Wiesner             | 6–1, 6–3            |
| 9.  | 12 gennaio 1992   | Medibank International, Sydney               | Cemento     | Helena Suková           | Mary Joe Fernández Zina Garrison            | 7–6(4), 6(4)–7, 6–2 |
| 10. | 26 gennaio 1992   | Australian Open, Melbourne                   | Cemento     | Helena Suková           | Mary Joe Fernández Zina Garrison            | 6–4, 7–6(3)         |
| 11. | 2 febbraio 1992   | Toray Pan Pacific Open, Tokio                | Sintetico   | Helena Suková           | Martina Navrátilová Pam Shriver             | 7–5, 6–1            |
| 12. | 22 marzo 1992     | Ericsson Open, Miami                         | Cemento     | Larisa Neiland          | Jill Hetherington Kathy Rinaldi             | 7–5, 5–7, 6–3       |
| 13. | 5 aprile 1992     | Family Circle Cup, Hilton Head               | Terra verde | Nataša Zvereva          | Jana Novotná Larisa Neiland                 | 6–4, 6–2            |
| 14. | 12 aprile 1992    | Bausch & Lomb Championships, Amelia Island   | Terra verde | Nataša Zvereva          | Zina Garrison Jana Novotná                  | 6–1, 6–0            |
| 15. | 26 aprile 1992    | Barcelona Ladies Open, Barcellona            | Terra rossa | Conchita Martínez       | Nathalie Tauziat Judith Wiesner             | 6–4, 6–1            |
| 16. | 16 agosto 1992    | Acura Classic, Los Angeles                   | Cemento     | Helena Suková           | Zina Garrison Pam Shriver                   | 6–4, 6–2            |
| 17. | 18 ottobre 1992   | Porsche Tennis Grand Prix, Filderstadt       | Sintetico   | Helena Suková           | Pam Shriver Nataša Zvereva                  | 6–4, 7–5            |
| 18. | 22 novembre 1992  | WTA Tour Championships, New York             | Sintetico   | Helena Suková           | Jana Novotná Larisa Neiland                 | 7–6(4), 6–1         |
| 19. | 25 aprile 1993    | Barcelona Ladies Open, Barcellona            | Terra rossa | Conchita Martínez       | Manuela Maleeva-Fragniere Magdalena Maleeva | 4–6, 6–1, 6–0       |
| 20. | 9 maggio 1993     | Internazionali d'Italia, Roma                | Terra rossa | Jana Novotná            | Mary Joe Fernández Zina Garrison            | 6–4, 6–2            |
| 21. | 15 agosto 1993    | Acura Classic, Los Angeles                   | Cemento     | Helena Suková           | Gigi Fernández Nataša Zvereva               | 7–6(4), 6–3         |
| 22. | 12 settembre 1993 | US Open, New York                            | Cemento     | Helena Suková           | Amanda Coetzer Inés Gorrochategui           | 6–4, 6–2            |
| 23. | 31 ottobre 1993   | Faber Grand Prix, Essen                      | Sintetico   | Helena Suková           | Wiltrud Probst Christina Singer             | 6–2, 6–2            |
| 24. | 6 marzo 1994      | Virginia Slims of Florida, Delray Beach      | Cemento     | Jana Novotná            | Manon Bollegraf Helena Suková               | 6–2, 6–0            |
| 25. | 27 marzo 1994     | World Doubles Championships, Wesley Chapel   | Terra rossa | Jana Novotná            | Gigi Fernández Nataša Zvereva               | 6–2, 7–5            |
| 26. | 3 aprile 1994     | Family Circle Cup, Hilton Head               | Terra verde | Lori McNeil             | Gigi Fernández Nataša Zvereva               | 6–4, 4–1 rit.       |
| 27. | 10 aprile 1994    | Bausch & Lomb Championships, Amelia Island   | Terra verde | Larisa Neiland          | Amanda Coetzer Inés Gorrochategui           | 6–2, 6(6)–7, 6–4    |
| 28. | 24 aprile 1994    | Barcelona Ladies Open, Barcellona            | Terra rossa | Larisa Neiland          | Julie Halard-Decugis Nathalie Tauziat       | 6–2, 6–4            |
| 29. | 1º maggio 1994    | Betty Barclay Cup, Amburgo                   | Terra rossa | Jana Novotná            | Evgenija Manjukova Leila Meskhi             | 6–3, 6–2            |
| 30. | 7 agosto 1994     | San Diego Open, San Diego                    | Cemento     | Jana Novotná            | Ginger Nielsen Rachel McQuillan             | 6–3, 6–3            |
| 31. | 21 agosto 1994    | Canada Open, Montréal                        | Cemento     | Meredith McGrath        | Pam Shriver Elizabeth Smylie                | 2–6, 6–2, 6–4       |
| 32. | 11 settembre 1994 | US Open, New York                            | Cemento     | Jana Novotná            | Katerina Maleeva Robin White                | 6–3, 6–3            |
| 33. | 25 settembre 1994 | Nichirei International Championships, Tokio  | Cemento     | Julie Halard-Decugis    | Amy Frazier Rika Hiraki                     | 6–1, 0–6, 6–1       |
| 34. | 6 novembre 1994   | Bank of the West Classic, Oakland            | Sintetico   | Lindsay Davenport       | Gigi Fernández Martina Navrátilová          | 7–5, 6–4            |
| 35. | 29 gennaio 1995   | Australian Open, Melbourne                   | Cemento     | Jana Novotná            | Gigi Fernández Nataša Zvereva               | 6–3, 6(3)–7, 6–4    |
| 36. | 26 marzo 1995     | Ericsson Open, Miami                         | Cemento     | Jana Novotná            | Gigi Fernández Nataša Zvereva               | 7–5, 2–6, 6–3       |
| 37. | 30 aprile 1995    | Barcelona Ladies Open, Barcellona            | Terra rossa | Larisa Neiland          | Mariaan Swardt Iva Majoli                   | 7–5, 4–6, 7–5       |
| 38. | 25 giugno 1995    | International Women's Open, Eastbourne       | Erba        | Jana Novotná            | Gigi Fernández Nataša Zvereva               | 0–6, 6–3, 6–4       |
| 39. | 9 luglio 1995     | Wimbledon, Londra                            | Erba        | Jana Novotná            | Gigi Fernández Nataša Zvereva               | 5–7, 7–5, 6–4       |
| 40. | 19 novembre 1995  | WTA Tour Championships, New York             | Sintetico   | Jana Novotná            | Gigi Fernández Nataša Zvereva               | 6–2, 6–1            |
| 41. | 28 gennaio 1996   | Australian Open, Melbourne                   | Cemento     | Chanda Rubin            | Lindsay Davenport Mary Joe Fernández        | 7–5, 2–6, 6–4       |
| 42. | 31 marzo 1996     | Ericsson Open, Miami                         | Cemento     | Jana Novotná            | Meredith McGrath Larisa Neiland             | 6–4, 6–4            |
| 43. | 7 aprile 1996     | Family Circle Cup, Hilton Head               | Terra verde | Jana Novotná            | Gigi Fernández Mary Joe Fernández           | 6–2, 6–3            |
| 44. | 14 aprile 1996    | Bausch & Lomb Championships, Amelia Island   | Terra verde | Chanda Rubin            | Meredith McGrath Larisa Neiland             | 6–1, 6–1            |
| 45. | 5 maggio 1996     | Betty Barclay Cup, Amburgo                   | Terra rossa | Brenda Schultz          | Gigi Fernández Martina Hingis               | 4–6, 7–6(10), 6–4   |
| 46. | 12 maggio 1996    | Internazionali d'Italia, Roma                | Terra rossa | Irina Spîrlea           | Gigi Fernández Martina Hingis               | 6–4, 3–6, 6–3       |
| 47. | 26 maggio 1996    | Madrid Open, Madrid                          | Terra rossa | Jana Novotná            | Sabine Appelmans Miriam Oremans             | 7–6(4), 6–2         |
| 48. | 23 giugno 1996    | International Women's Open, Eastbourne       | Erba        | Jana Novotná            | Rosalyn Nideffer Pam Shriver                | 4–6, 7–5, 6–4       |
| 49. | 11 agosto 1996    | Canada Open, Montréal                        | Cemento     | Larisa Neiland          | Mary Joe Fernández Helena Suková            | 7–6(1), 6–1         |
| 50. | 12 gennaio 1997   | Medibank International, Sydney               | Cemento     | Gigi Fernández          | Lindsay Davenport Nataša Zvereva            | 6–3, 6–1            |
| 51. | 30 marzo 1997     | Ericsson Open, Miami                         | Cemento     | Nataša Zvereva          | Sabine Appelmans Miriam Oremans             | 6–2, 6–3            |
| 52. | 25 maggio 1997    | Madrid Open, Madrid                          | Terra rossa | Mary Joe Fernández      | Inés Gorrochategui Irina Spîrlea            | 6–3, 6–2            |
| 53. | 3 agosto 1997     | Acura Classic, San Diego                     | Cemento     | Martina Hingis          | Amy Frazier Kimberly Po-Messerli            | 6–3, 7–5            |
| 54. | 12 ottobre 1997   | Porsche Tennis Grand Prix, Filderstadt       | Cemento     | Martina Hingis          | Lindsay Davenport Jana Novotná              | 7–6(4), 3–6, 7–6(3) |
| 55. | 19 ottobre 1997   | Open di Zurigo, Zurigo                       | Sintetico   | Martina Hingis          | Larisa Neiland Helena Suková                | 4–6, 6–4, 6–1       |
| 56. | 2 novembre 1997   | Kremlin Cup, Mosca                           | Sintetico   | Nataša Zvereva          | Yayuk Basuki Caroline Vis                   | 5–3 rit.            |
| 57. | 25 aprile 1999    | Dreamland Egypt Classic, Il Cairo            | Terra rossa | Laurence Courtois       | Irina Spîrlea Caroline Vis                  | 5–7, 6–1, 7–6(3)    |
| 58. | 2 maggio 1999     | Betty Barclay Cup, Amburgo                   | Terra rossa | Larisa Neiland          | Amanda Coetzer Jana Novotná                 | 6–2, 6–1            |
| 59. | 15 agosto 1999    | East West Bank Classic, Los Angeles          | Cemento     | Larisa Neiland          | Lisa Raymond Rennae Stubbs                  | 6–2, 6(5)–7, 6–0    |
| 60. | 14 maggio 2000    | Qatar Telecom German Open, Berlino           | Terra rossa | Conchita Martínez       | Amanda Coetzer Corina Morariu               | 3–6, 6–2, 7–67      |
| 61. | 5 novembre 2000   | Sparkassen Cup, Lipsia                       | Sintetico   | Anne-Gaëlle Sidot       | Laurence Courtois Kim Clijsters             | 6(6)–7, 7–5, 6–3    |
| 62. | 1º aprile 2001    | Ericsson Open, Miami                         | Cemento     | Nathalie Tauziat        | Lisa Raymond Rennae Stubbs                  | 6–0, 6–4            |
| 63. | 17 febbraio 2002  | Qatar Total Open, Doha                       | Cemento     | Janette Husárová        | Alexandra Fusai Caroline Vis                | 6–3, 6–3            |
| 64. | 14 aprile 2002    | Bausch & Lomb Championships, Amelia Island   | Terra verde | Daniela Hantuchová      | María Emilia Salerni Åsa Svensson           | 6–4, 6–2            |
| 65. | 27 luglio 2002    | Orange Prokom Open, Sopot                    | Terra rossa | Svetlana Kuznecova      | Evgenija Kulikovskaja Ekaterina Sysoeva     | 6–2, 6–2            |
| 66. | 11 agosto 2002    | Nordea Nordic Light Open, Helsinki           | Terra rossa | Svetlana Kuznecova      | Eva Bes María José Martínez Sánchez         | 6–3, 6(5)–7, 6–3    |
| 67. | 24 agosto 2002    | Pilot Pen Tennis, New Haven                  | Cemento     | Daniela Hantuchová      | Tathiana Garbin Janette Husárová            | 6–3, 1–6, 7–5       |
| 68. | 22 settembre 2002 | Toyota Princess Cup, Tokio                   | Cemento     | Svetlana Kuznecova      | Petra Mandula Patricia Wartusch             | 6–2, 6–4            |
| 69. | 25 luglio 2004    | Internazionali Femminili di Palermo, Palermo | Terra rossa | Anabel Medina Garrigues | Ľubomíra Kurhajcová Henrieta Nagyová        | 6–3, 7–6(4)         |

#### Sconfitte

##### Grande Slam (5)
| Anno | Torneo          | Compagna           | Avversario in finale          | Punteggio        |
| 1992 | Open di Francia | Conchita Martínez  | Gigi Fernández Nataša Zvereva | 6–3, 6–2         |
| 1994 | Wimbledon       | Jana Novotná       | Gigi Fernández Nataša Zvereva | 6–4, 6–1         |
| 1995 | Open di Francia | Jana Novotná       | Gigi Fernández Nataša Zvereva | 6(6)–7, 6–4, 7–5 |
| 1996 | US Open         | Jana Novotná       | Gigi Fernández Nataša Zvereva | 1–6, 6–1, 6–4    |
| 2002 | Australian Open | Daniela Hantuchová | Martina Hingis Anna Kurnikova | 6–2, 6(4)–7, 6–1 |

##### Altre finali perse
| N.  | Settimana         | Torneo                                                   | Superficie       | Compagna            | Avversarie in finale                 | Punteggio        |
| --- | ----------------- | -------------------------------------------------------- | ---------------- | ------------------- | ------------------------------------ | ---------------- |
| 1.  | 18 luglio 1988    | WTA Aix-en-Provence Open, Aix-en-Provence                | Terra rossa      | Sandra Cecchini     | Nathalie Herreman Catherine Tanvier  | 6–4, 7–5         |
| 2.  | 24 aprile 1989    | Barcelona Ladies Open, Barcellona                        | Terra rossa      | Judith Wiesner      | Jana Novotná Tine Scheuer-Larsen     | 6–2, 2–6, 7–6    |
| 3.  | 14 agosto 1989    | Virginia Slims of Albuquerque, Albuquerque               | Cemento          | Raffaella Reggi     | Nicole Bradtke Elna Reinach          | 4–6, 6–4, 6–2    |
| 4.  | 12 febbraio 1990  | Ameritech Cup, Chicago                                   | Sintetico indoor | Nathalie Tauziat    | Martina Navrátilová Anne Smith       | 6(9)–7, 6–4, 6–3 |
| 5.  | 15 ottobre 1990   | Porsche Tennis Grand Prix, Filderstadt                   | Sintetico indoor | Mercedes Paz        | Mary Joe Fernández Zina Garrison     | 7–5, 6–3         |
| 6.  | 12 novembre 1990  | WTA Tour Championships, New York                         | Sintetico indoor | Mercedes Paz        | Kathy Jordan Elizabeth Smylie        | 7–6(4), 6–4      |
| 7.  | 29 aprile 1991    | Citizen Cup, Amburgo                                     | Terra rossa      | Helena Suková       | Jana Novotná Larisa Neiland          | 7–5, 6–1         |
| 8.  | 29 aprile 1992    | World Doubles Championships, Wesley Chapel               | Terra rossa      | Nataša Zvereva      | Jana Novotná Larisa Neiland          | 6–4, 6–2         |
| 9.  | 26 aprile 1992    | Citizen Cup, Amburgo                                     | Terra rossa      | Manon Bollegraf     | Steffi Graf Rennae Stubbs            | 4–6, 6–3, 6–4    |
| 10. | 25 marzo 1993     | World Doubles Championships, Wesley Chapel               | Terra rossa      | Helena Suková       | Gigi Fernández Nataša Zvereva        | 7–5, 6–3         |
| 11. | 16 agosto 1993    | Canada Open, Toronto                                     | Cemento          | Helena Suková       | Larisa Neiland Jana Novotná          | 6–1, 6–2         |
| 12. | 10 gennaio 1994   | New South Wales Open, Sydney                             | Cemento          | Jana Novotná        | Patty Fendick Meredith McGrath       | 6–2, 6–3         |
| 13. | 9 maggio 1994     | German Open, Berlino                                     | Terra rossa      | Jana Novotná        | Gigi Fernández Nataša Zvereva        | 6–3, 7–6         |
| 14. | 26 luglio 1994    | U.S. Women's Hard Court Championships, Stratton Mountain | Cemento          | Conchita Martínez   | Pam Shriver Elizabeth Smylie         | 7–6(4), 2–6, 7–5 |
| 15. | 14 novembre 1994  | WTA Tour Championships, New York                         | Sintetico indoor | Jana Novotná        | Gigi Fernández Nataša Zvereva        | 6–3, 6–7, 6–3    |
| 16. | 27 febbraio 1995  | State Farm Evert Cup, Indian Wells                       | Cemento          | Larisa Neiland      | Lindsay Davenport Lisa Raymond       | 2–6, 6–4, 6–3    |
| 17. | 19 agosto 1996    | San Diego Open, San Diego                                | Cemento          | Larisa Neiland      | Gigi Fernández Conchita Martínez     | 4–6, 6–3, 6–4    |
| 18. | 18 novembre 1996  | WTA Tour Championships, New York                         | Sintetico indoor | Jana Novotná        | Lindsay Davenport Mary Joe Fernández | 6–3, 6–2         |
| 19. | 19 marzo 1998     | Lipton Championships, Miami                              | Cemento          | Nataša Zvereva      | Martina Hingis Jana Novotná          | 6–2, 3–6, 6–3    |
| 20. | 4 maggio 1998     | Internazionali d'Italia, Roma                            | Terra rossa      | Amanda Coetzer      | Virginia Ruano Pascual Paola Suárez  | 7–6(1), 6–4      |
| 21. | 15 giugno 1998    | International Women's Open, Eastbourne                   | Erba             | Nataša Zvereva      | Mariaan de Swardt Jana Novotná       | 6–1, 6–3         |
| 22. | 21 settembre 1998 | Toyota Princess Cup, Tokyo                               | Cemento          | Mary Joe Fernández  | Anna Kurnikova Monica Seles          | 6–4, 6–4         |
| 23. | 5 ottobre 1998    | Porsche Tennis Grand Prix, Filderstadt                   | Cemento indoor   | Anna Kurnikova      | Lindsay Davenport Nataša Zvereva     | 6–4, 6–2         |
| 24. | 16 agosto 1999    | Canada Open, Toronto                                     | Cemento          | Larisa Neiland      | Jana Novotná Mary Pierce             | 6–3, 2–6, 6–3    |
| 25. | 4 ottobre 1999    | Porsche Tennis Grand Prix, Filderstadt                   | Cemento indoor   | Larisa Neiland      | Chanda Rubin Sandrine Testud         | 6–3, 6–4         |
| 26. | 15 novembre 1999  | WTA Tour Championships, New York                         | Sintetico indoor | Larisa Neiland      | Martina Hingis Anna Kurnikova        | 6–4, 6–4         |
| 27. | 15 maggio 2000    | Rome Masters, Roma                                       | Terra rossa      | Magüi Serna         | Lisa Raymond Rennae Stubbs           | 6–3, 4–6, 6–3    |
| 28. | 2 ottobre 2000    | Porsche Tennis Grand Prix, Filderstadt                   | Cemento indoor   | Barbara Schett      | Martina Hingis Anna Kurnikova        | 6–4, 6–2         |
| 29. | 9 aprile 2001     | Bausch & Lomb Championships, Amelia Island               | Terra verde      | Martina Navrátilová | Conchita Martínez Patricia Tarabini  | 6–4, 6–2         |
| 30. | 29 aprile 2002    | Betty Barclay Cup, Amburgo                               | Terra rossa      | Daniela Hantuchová  | Martina Hingis Barbara Schett        | 6–1, 6–1         |
| 31. | 6 maggio 2002     | German Open, Berlino                                     | Terra rossa      | Daniela Hantuchová  | Elena Dement'eva Janette Husárová    | 0–6, 7–6(3), 6–2 |
| 32. | 20 maggio 2002    | Madrid Open, Madrid                                      | Terra rossa      | Rossana de los Ríos | Martina Navrátilová Nataša Zvereva   | 6–2, 6–3         |
| 33. | 8 luglio 2002     | Belgian Open, Bruxelles                                  | Terra rossa      | Tathiana Garbin     | Barbara Schwartz Jasmin Wöhr         | 6–2, 0–6, 6–4    |
| 34. | 23 settembre 2002 | Commonwealth Bank Tennis Classic, Bali                   | Cemento          | Svetlana Kuznecova  | Cara Black Virginia Ruano Pascual    | 6–2, 6–3         |
| 35. | 30 settembre 2002 | Japan Open Tennis Championships, Tokyo                   | Cemento          | Svetlana Kuznecova  | Shinobu Asagoe Nana Miyagi           | 6–4, 4–6, 6–4    |
| 36. | 13 settembre 2004 | Commonwealth Bank Tennis Classic, Bali                   | Cemento          | Svetlana Kuznecova  | Anastasija Myskina Ai Sugiyama       | 6–3, 7–5         |

### Doppio misto

#### Vittorie

##### Grande Slam (4)
| Anno | Torneo          | Compagna        | Avversario in finale        | Punteggio      |
| 1990 | Open di Francia | Jorge Lozano    | Nicole Bradtke Danie Visser | 7–6(5), 7–6(8) |
| 1992 | Open di Francia | Mark Woodforde  | Lori McNeil Bryan Shelton   | 6–2, 6–3       |
| 1993 | Australian Open | Todd Woodbridge | Zina Garrison Rick Leach    | 7–5, 6–4       |
| 2000 | US Open         | Jared Palmer    | Anna Kurnikova Maks Mirny   | 6–3, 6–3       |

#### Sconfitte

##### Grande Slam (4)
| Anno | Torneo          | Compagna               | Avversario in finale          | Punteggio     |
| 1989 | Open di Francia | Horacio de la Peña     | Manon Bollegraf Tom Nijssen   | 6–3, 6–7, 6–2 |
| 1991 | US Open         | Emilio Sánchez Vicario | Manon Bollegraf Tom Nijssen   | 6–2, 7–6      |
| 1992 | Australian Open | Todd Woodbridge        | Nicole Bradtke Mark Woodforde | 7–5, 6–4      |
| 2000 | Australian Open | Todd Woodbridge        | Rennae Stubbs Jared Palmer    | 7–5, 7–6(3)   |

## Risultati in progressione
| Sigla | Risultato               |
| ----- | ----------------------- |
| V     | Vincitore               |
| F     | Finalista               |
| SF    | Semifinalista           |
| O     | Oro olimpico            |
| A     | Argento olimpico        |
| SF    | Bronzo olimpico         |
| QF    | Quarti di Finale        |
| 4T    | Quarto turno            |
| 3T    | Terzo turno             |
| 2T    | Secondo turno           |
| 1T    | Primo turno             |
| RR    | Round Robin             |
| LQ    | Turno di qualificazione |
| A     | Assente                 |
| ND    | Non disputato           |

| Legenda superfici    |
| -------------------- |
| Cemento              |
| Terra battuta        |
| Erba                 |
| Superficie variabile |

### Singolare nei tornei del Grande Slam
| Torneo              | 1986  | 1987  | 1988  | 1989  | 1990  | 1991  | 1992  | 1993  | 1994  | 1995  | 1996  | 1997  | 1998  | 1999  | 2000  | 2001  | 2002  | Titoli |
| ------------------- | ----- | ----- | ----- | ----- | ----- | ----- | ----- | ----- | ----- | ----- | ----- | ----- | ----- | ----- | ----- | ----- | ----- | ------ |
| Australian Open     | ND    | A     | A     | A     | A     | SF    | SF    | SF    | F     | F     | QF    | 3T    | QF    | 2T    | QF    | A     | 1T    | 0 / 11 |
| Open di Francia     | LQ    | QF    | QF    | V     | 2T    | F     | SF    | SF    | V     | F     | F     | QF    | V     | SF    | SF    | 2T    | 1T    | 3 / 16 |
| Wimbledon           | A     | 1T    | 1T    | QF    | 1T    | QF    | 2T    | 4T    | 4T    | F     | F     | SF    | QF    | 2T    | 4T    | 2T    | A     | 0 / 15 |
| US Open             | A     | 1T    | 4T    | QF    | SF    | QF    | F     | SF    | V     | 4T    | 4T    | QF    | QF    | 4T    | 4T    | 3T    | 1T    | 1 / 16 |
| Titoli Grande Slam  | 0 / 0 | 0 / 3 | 0 / 3 | 1 / 3 | 0 / 3 | 0 / 4 | 0 / 4 | 0 / 4 | 2 / 4 | 0 / 4 | 0 / 4 | 0 / 4 | 1 / 4 | 0 / 4 | 0 / 4 | 0 / 3 | 0 / 3 | 4 / 58 |
| Totale carriera     |       |       |       |       |       |       |       |       |       |       |       |       |       |       |       |       |       |        |
| Ranking a fine anno | 81    | 54    | 18    | 5     | 7     | 5     | 4     | 2     | 2     | 3     | 3     | 9     | 4     | 17    | 8     | 17    | 53    |        |

- ND = torneo non disputato.
- A = non ha partecipato al torneo.

### Doppio nei tornei del Grande Slam
| Torneo             | 1986  | 1987  | 1988  | 1989  | 1990  | 1991  | 1992  | 1993  | 1994  | 1995  | 1996  | 1997  | 1998  | 1999  | 2000  | 2001  | 2002  | 2003  | 2004  | 2005  | Titoli |
| ------------------ | ----- | ----- | ----- | ----- | ----- | ----- | ----- | ----- | ----- | ----- | ----- | ----- | ----- | ----- | ----- | ----- | ----- | ----- | ----- | ----- | ------ |
| Australian Open    | ND    | A     | A     | A     | A     | 3T    | V     | QF    | SF    | V     | V     | SF    | QF    | QF    | 1T    | A     | F     | A     | A     | A     | 3 / 11 |
| Open di Francia    | A     | 3T    | 1T    | QF    | QF    | SF    | F     | QF    | A     | F     | SF    | SF    | SF    | QF    | 1T    | 1T    | 1T    | A     | 1T    | 1T    | 0 / 17 |
| Wimbledon          | A     | 1T    | 1T    | 1T    | QF    | QF    | SF    | QF    | F     | V     | QF    | QF    | QF    | 3T    | 3T    | QF    | A     | A     | 1T    | A     | 1 / 16 |
| US Open            | A     | 2T    | 2T    | 1T    | QF    | 3T    | SF    | V     | V     | QF    | F     | SF    | 3T    | SF    | 3T    | QF    | 1T    | A     | A     | A     | 2 / 16 |
| Titoli Grande Slam | 0 / 0 | 0 / 3 | 0 / 3 | 0 / 3 | 0 / 3 | 0 / 4 | 1 / 4 | 1 / 4 | 1 / 3 | 2 / 4 | 1 / 4 | 0 / 4 | 0 / 4 | 0 / 4 | 0 / 4 | 0 / 3 | 0 / 3 | 0 / 0 | 0 / 2 | 0 / 1 | 6 / 60 |
| Totale carriera    |       |       |       |       |       |       |       |       |       |       |       |       |       |       |       |       |       |       |       |       |        |
| Ranking fine anno  | 91    | 83    | 89    | 49    | 8     | 7     | 3     | 6     | 3     | 1     | 1     | 5     | 12    | 9     | 16    | 11    | 7     | NR    | 113   | NR    |        |

- ND = torneo non disputato.
- A = non ha partecipato al torneo.
- NR = non raggiunto

### Doppio misto nei tornei del Grande Slam
| Torneo          | 1986 | 1987 | 1988 | 1989 | 1990 | 1991 | 1992 | 1993 | 1994 | 1995 | 1996 | 1997 | 1998 | 1999 | 2000 | 2001 | 2002 | 2003 | 2004 | 2005 |
| --------------- | ---- | ---- | ---- | ---- | ---- | ---- | ---- | ---- | ---- | ---- | ---- | ---- | ---- | ---- | ---- | ---- | ---- | ---- | ---- | ---- |
| Australian Open | ND   | A    | A    | A    | A    | A    | F    | V    | SF   | A    | 1T   | A    | A    | A    | F    | A    | 1T   | A    | A    | A    |
| Open di Francia | 2T   | 2T   | 2T   | F    | V    | SF   | V    | A    | 3T   | 2T   | A    | 1T   | A    | A    | A    | 2T   | SF   | A    | 2T   | A    |
| Wimbledon       | A    | A    | 1T   | A    | 3T   | 2T   | A    | SF   | 2T   | A    | A    | 1T   | A    | A    | A    | 1T   | A    | A    | 1T   | A    |
| US Open         | A    | A    | 1T   | 2T   | QF   | F    | 2T   | A    | A    | A    | A    | A    | A    | A    | V    | QF   | A    | A    | A    | A    |

## Guadagni
| Anno      | Grande Slam | Vittorie WTA | Vittorie totali | Guadagno ($) | Classifica montepremi guadagnato |
| --------- | ----------- | ------------ | --------------- | ------------ | -------------------------------- |
| 1988      | 0           | 1            | 1               | n/a          | n/a                              |
| 1989      | 1           | 1            | 2               | 504,098      | 4                                |
| 1990      | 0           | 2            | 2               | 517,662      | 9                                |
| 1991      | 0           | 1            | 1               | 799,340      | 5                                |
| 1992      | 0           | 2            | 2               | 1,376,355    | 3                                |
| 1993      | 0           | 4            | 4               | 1,938,239    | 2                                |
| 1994      | 2           | 6            | 8               | 2,943,665    | 1                                |
| 1995      | 0           | 2            | 2               | 1,456,516    | 2                                |
| 1996      | 0           | 2            | 2               | 1,858,444    | 2                                |
| 1997      | 0           | 0            | 0               | 890,512      | 6                                |
| 1998      | 1           | 1            | 2               | 1,468,608    | 5                                |
| 1999      | 0           | 1            | 1               | 807,921      | 9                                |
| 2000      | 0           | 0            | 0               | 819,689      | 10                               |
| 2001      | 0           | 2            | 2               | 725,342      | 13                               |
| 2002      | 0           | 0            | 0               | 441,378      | 24                               |
| Carriera* | 4           | 25           | 29              | 16,942,640   | 8                                |

- Al 10 gennaio 2010

## Testa a testa con giocatrici classificate nella top-10
Le giocatrici contrassegnate in grassetto sono delle ex numero uno.
- Amanda Coetzer 18–4
- Conchita Martínez 14–4
- Nathalie Tauziat 12–1
- Anke Huber 12–2
- Zina Garrison 11–2
- / Nataša Zvereva 11–3
- Gabriela Sabatini 11–12
- / Jana Novotná 10–11
- Brenda Schultz-McCarthy 9–1
- Kimiko Date-Krumm 8–2
- Julie Halard-Decugis 8–4
- Steffi Graf 8–28
- Ai Sugiyama 7–1
- Mary Joe Fernández 7–4
- Lindsay Davenport 7–5
- Lori McNeil 6–0
- Barbara Paulus 6–0
- / Karina Habšudová 6–1
- Patty Schnyder 6–2
- Jennifer Capriati 6–4
- / Helena Suková 6–4
- / Manuela Maleeva 5–1
- Katerina Maleeva 5–2
- Magdalena Maleeva 5–4
- Mary Pierce 5–5
- Irina Spîrlea 5–5
- Paola Suárez 4–0
- Dominique Monami 4–2
- Iva Majoli 4–3
- Barbara Schett 4–3
- Sandrine Testud 4–3
- Serena Williams 4–3
- Chanda Rubin 4–4
- / Jelena Dokić 3–3
- Venus Williams 3–6
- / Martina Navrátilová 3–12
- // Monica Seles 3–20
- Jo Durie 2–0
- Anna Kurnikova 2–3
- Martina Hingis 2–18
- Justine Henin 1–0
- Marija Kirilenko 1–0
- Claudia Kohde-Kilsch 1–0
- Catarina Lindqvist 1–0
- Li Na 1–0
- Kathy Rinaldi 1–0
- Pam Shriver 1–0
- Chris Evert 1–1
- Sylvia Hanika 1–1
- Amélie Mauresmo 1–2
- Marion Bartoli 0–1
- Svetlana Kuznecova 0–1
- Alicia Molik 0–1
- Anastasija Myskina 0–1
- Barbara Potter 0–1
- Elena Dement'eva 0–2
- Kim Clijsters 0–4